# Redes Transeuropeas
Las Redes Transeuropeas (RTE) de transporte, energía y telecomunicaciones son desarrolladas por la Unión Europea para conectar las regiones de su territorio con el objetivo declarado de contribuir al crecimiento del Mercado Único Europeo y del empleo. Según la Unión; las RTE refuerzan la cohesión económica, social y territorial.
Varios proyectos de interés común se han beneficiado del apoyo financiero del presupuesto de la Unión Europea a través de la línea presupuestaria RTE, así como de los Fondos Estructurales y el Fondo de Cohesión. El Banco Europeo de Inversiones también ha contribuido en gran medida a la financiación de estos proyectos mediante préstamos.

## Historia
La entrada en vigor del Tratado de la Unión Europea en 1993 representa el punto de partida para el desarrollo de las redes transeuropeas en los sectores de las infraestructuras de transportes, de las telecomunicaciones y de la energía. Esta iniciativa comunitaria se orientó desde el comienzo hacia la cohesión social y económica de la Unión.

## Redes Transeuropeas de Transporte
Las Redes Transeuropeas de Transporte, (abreviadamente,  RTE-T y en idioma inglés, Trans-European Transport Networks, TEN-T) son un conjunto planificado de redes prioritarias de transporte planificadas por la Dirección General de Movilidad y Transportes (DG MOVE) de la Comisión, para facilitar la comunicación de personas y mercancías a lo largo de toda la Unión Europea (UE).

## Redes Transeuropeas de Energía
Las Redes Transeuropeas de Energía (RTE-E) abarcan los sectores de la electricidad y el gas natural. Su objetivo es ayudar a crear un mercado único de la energía y contribuir a la seguridad del abastecimiento mediante la unión de las infraestructuras energéticas de los Estados miembros.

## Redes Transeuropeas de Telecomunicaciones
Las Redes Transeuropeas de Telecomunicaciones (RTE-TELE) tienen el objetivo declarado de eliminar los «obstáculos digitales» que impiden la realización del Mercado Único Digital proyectado por la Unión Europea y «conectar todos los hogares europeos a internet».
El Mercado Único Digital es un sector previsto del Mercado Único Europeo que abarca el marketing digital, el comercio electrónico y las telecomunicaciones. Fue anunciado en mayo de 2015 por la Comisión Juncker.
Los componentes básicos de CEF son servicios digitales básicos ofrecidos por el programa CEF. Los componentes básicos se basan en la legislación y las normas europeas para ayudar a los europeos a implementar algunas de las capacidades digitales más necesarias, como el intercambio de mensajes, el archivo de documentos y la identificación electrónica de usuarios.
Mediante el uso de componentes básicos, los servicios digitales se pueden desarrollar de forma más rápida, sencilla y rentable utilizando las tecnologías existentes, en lugar de que cada organización las desarrolle por su cuenta. CEF también ofrece subvenciones a sus usuarios que deseen adoptar bloques de construcción. 